# 知林古丹島
知林古丹島（俄語：Чиринкотан，羅馬化：Chirinkotan，日语：／ Chirikotan tō */?），俄语音译奇林科坦岛，是俄羅斯的島嶼，位於太平洋西北部的鄂霍次克海，屬於千島群島的一部分，距離越渇磨島30公里，面積6平方公里，最高點海拔高度742米。
島名來自於阿伊努語的「ci-rim-kotan」（骯髒水波的村莊）。